# Codex Copiale

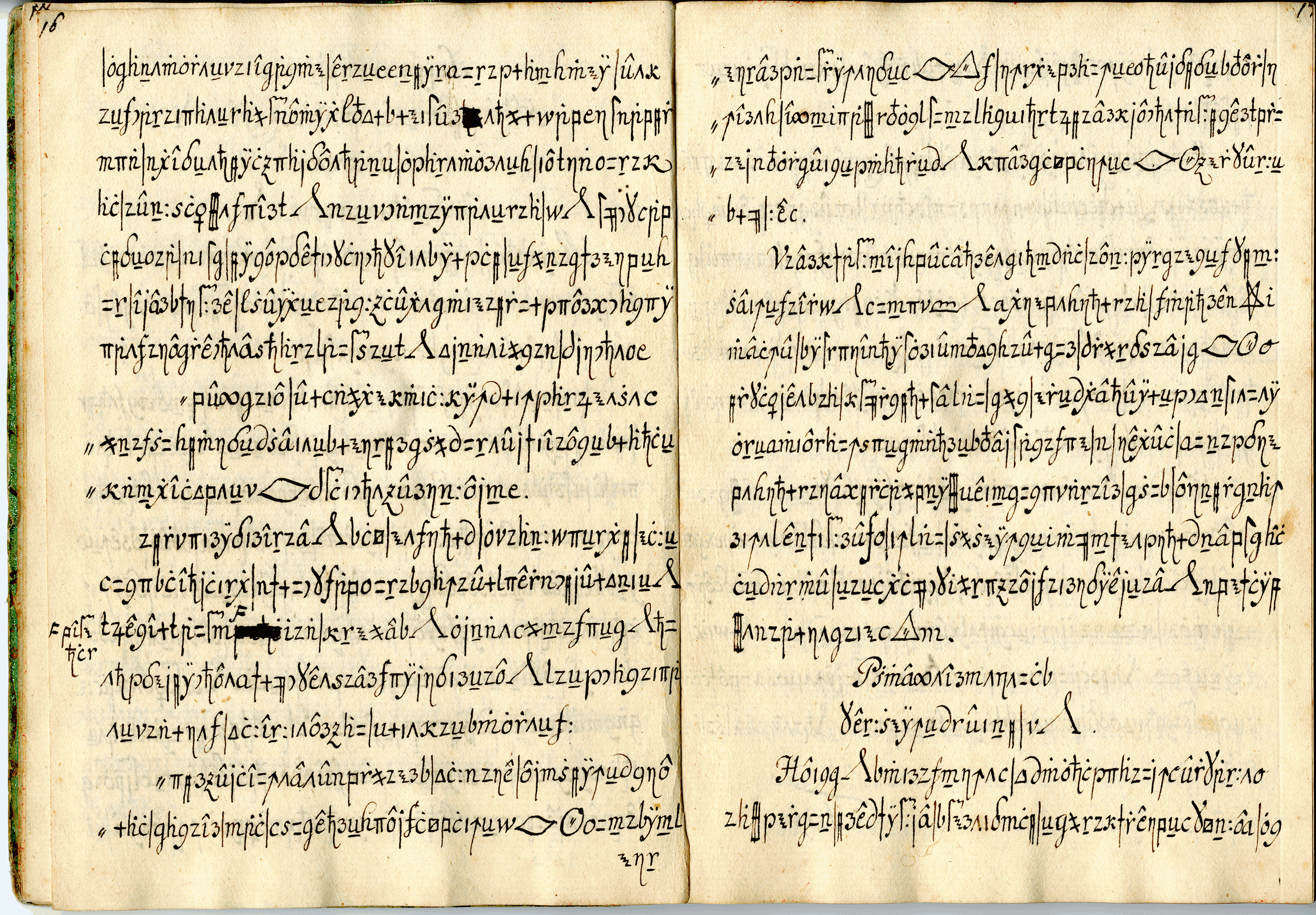
Páginas16-17

O Codex Copiale ou a Cifra Copiale é manuscrito cifrado de 105 páginas encontrado na Suécia.  Originalmente datado de 1730, o significado desse texto criptografado  permaneceu um mistério até que em 2011 um time conjunto da Universidade do Sul da Califórnia e da Universidade de Uppsala decodificaram o manuscrito.
O texto em alemão cifrado contém ritos de uma sociedade secreta, os Oculistas, liderados pelo oftalmologista Friedrich August von Veltheim.

## Nota
1. ↑  | O Codex Copiale
2. ↑  New York Times: John Markoff, "How revolutionary tools cracked a 1700s code," October 24, 2011, retrieved October 25, 2011